# Peter Gilmore
Peter Gilmore (Lipsia, 25 agosto 1931 – Londra, 3 febbraio 2013) è stato un attore inglese.

## Biografia
È noto in particolare per il ruolo del capitano James Onedin nella serie televisiva drammatica a sfondo storico Capitan Onedin (1971-1980). Ha anche ricoperto ruoli in undici film della serie cinematografica a basso costo di Carry On e interpretato il protagonista eroico nel film di avventura I signori della guerra di Atlantide (1978). 
È stato sposato con le attrici Una Stubbs (1958–1969), Jan Waters (1970–1976) e Anne Stallybrass (1987–2013), co-protagonista di Capitan Onedin.

## Filmografia

### Cinema
- Bomb in the High Street, regia di Peter Bezencenet e Terry Bishop (1961)
- Gli allegri ammutinati del Bounty (Carry on Jack), regia di Gerald Thomas (1963)
- Carry on Cabby, regia di Gerald Thomas (1963)
- Ehi Cesare vai da Cleopatra? Hai chiuso... (Carry on Cleo), regia di Gerald Thomas (1964)
- X 21 spionaggio atomico (Master Spy), regia di Montgomery Tully (1964)
- You Must Be Joking!, regia di Michael Winner (1965)
- Every Day's a Holiday, regia di James Hill (1965)
- Don't Lose Your Head, regia di Kenneth Hume (1966)
- I've Gotta Horse, regia di Kenneth Hume (1966)
- La rapina più scassata del secolo (The Great St. Trinian's Train Robbery), regia di Sidney Gilliat e Frank Launder (1966)
- Carry on Cowboy, regia di Gerald Thomas (1966)
- Vai avanti... dottore! (Doctor in Clover), regia di Ralph Thomas (1966)
- Carry on Doctor, regia di Gerald Thomas (1967)
- Follow That Camel, regia di Gerald Thomas (1967)
- I ribelli di Carnaby Street (The Jokers), regia di Michael Winner (1967)
- Carry On... Up the Khyber, regia di Gerald Thomas (1968)
- Carry on Again Doctor, regia di Gerald Thomas (1969)
- Oh che bella guerra! (Oh! What a Lovely War), regia di Richard Attenborough (1969)
- Uccidi uccidi, ma con dolcezza (My Lover My Son), regia di John Newland (1970)
- L'abominevole dr. Phibes (The Abominable Dr. Phibes), regia di Robert Fuest (1971)
- Carry on Henry, regia di Gerald Thomas (1971)
- Freelance, regia di Francis Megahy (1971)
- Le 7 città di Atlantide (Warlords of Atlantis), regia di Kevin Connor (1978)
- La segreta passione di Judith Hearne (The Lonely Passion of Judith Hearne), regia di Jack Clayton (1987)
- Carry on Columbus, regia di Gerald Thomas (1992)

### Televisione
- Ivanhoe – serie TV, 1 episodio (1958)
- Emergency-Ward 10 – serie TV, 1 episodio (1961)
- The Rag Trade – serie TV, 1 episodio (1961)
- If the Crown Fits – serie TV, 1 episodio (1961)
- BBC Play of the Month – serie TV, 1 episodio (1966)
- The Main Chance – serie TV, 2 episodi (1970-1975)
- Capitan Onedin (The Onedin Line) – serie TV, 91 episodi (1971-1980)
- Attenti a quei due (The Persuaders!) – serie TV, episodio 1x12 (1971)
- Dead of Night – serie TV, 1 episodio (1972)
- BBC Show of the Week – serie TV, 1 episodio (1972)
- Intrepid – miniserie TV (1979)
- The Manions of America – miniserie TV (1981)
- Doctor Who – serie TV, 1 episodio (1984)
- One by One – serie TV, 12 episodi (1985-1987)
- You'll Never See Me Again, regia di Juan Luis Buñuel – film TV (1986)
- Haggard – serie TV, 1 episodio (1990)
- Casualty – serie TV, 1 episodio (1992)
- Heartbeat – serie TV, 1 episodio (1993)
- Ruth Rendell Mysteries – serie TV, 2 episodi (1994)
- Il patto segreto (On Dangerous Ground), regia di Lawrence Gordon Clark – film TV 1996)